# Роберт Мацхан
Роберт Мацхан (угор. Róbert Machán; нар. 18 жовтня 1948) — колишній угорський тенісист.
Найвищу одиночну позицію світового рейтингу — 102 місце досяг 23 серпня 1973, парну — 175 місце — 1 березня 1976 року.
Найвищим досягненням на турнірах Великого шолома було 3 коло в парному розряді.

## Фінали за кар'єру

### Парний розряд (3 поразки)
| Результат | W-L | Дата | Турнір                | Покриття | Партнер      | Суперники                        | Рахунок       |
| --------- | --- | ---- | --------------------- | -------- | ------------ | -------------------------------- | ------------- |
| Поразка   | 0–1 | 1973 | Прага, Чехословаччина | Ґрунт    | Балаж Тароці | Ян Кодеш Владімір Зеднік         | 3–6, 6–7      |
| Поразка   | 0–2 | 1974 | Флоренція, Італія     | Ґрунт    | Балаж Тароці | Паоло Бертолуччі Адріано Панатта | 3–6, 6–3, 4–6 |
| Поразка   | 0–3 | 1975 | Шривпорт, США         | Килим    | Янош Беньїк  | Вільям Браун Хуан Хісберт стар.  | 4–6, 4–6      |